# 천사의 시 (2001년 영화)
"천사의 시"는 한국에서 제작된 김영한 감독의 2001년 드라마 영화이다. 윤양하 등이 주연으로 출연하였다.

## 출연

### 주연
- 윤양하
- 윤호

### 조연
- 황은진
- 정은수
- 남수정
- 안진수
- 홍윤정
- 라동근
- 송일동
- 김종두
- 하승철
- 정현범
- 조희아

## 기타
- 원작자: 김영한
- 조명: 김수남
- 녹음: 김석호